# Думы (Рылеев)
«Думы» — сборник стихотворений русского поэта Кондратия Фёдоровича Рылеева, опубликованный в 1825 году.

## Содержание и публикация
Сборник включает 21 стихотворение патриотического содержания на исторические темы. Все эти стихи были написаны в 1821—1823 годах и публиковались в периодике. В ноябре 1824 года Рылеев подготовил проект сборника, включив в него тексты 20 дум в том виде, в каком они уже печатались, и направил его из Воронежа в Москву. П. Муханов представил этоот проект цензурному комитету и получил одобрение (22 декабря). Позже Рылеев захотел включить в книгу ещё три думы, «Пётр Великий в Острогожске», «Видение Анны Иоанновны» и «Царевич Алексей Петрович в Рожествене», но цензоры пропустили только первую. Итоговый список дум выглядел так:
- I. Олег Вещий
- II. Ольга при могиле Игоря
- III. Святослав
- IV. Святополк
- V. Рогнеда
- VI. Боян
- VII. Мстислав Удалый
- VIII. Михаил Тверской
- IX. Димитрий Донской
- X. Глинский
- XI. Курбский
- XII. Смерть Ермака
- XIII. Борис Годунов
- XIV. Димитрий Самозванец
- XV. Иван Сусанин
- XVI. Богдан Хмельницкий
- XVII. Артемон Матвеев
- XVIII. Петр Великий в Острогожске
- XIX. Волынский
- XX. Наталия Долгорукова
- XXI. Державин.

К 1823 году относится список тем для дум, которые были запланированы, но остались ненаписанными: «Владимир. Рюрик. Вадим. Владимир Мономах. Василько. Гаральд и Елизавета. Пожарский и Минин. Марина. Марфа Посадница. Гермоген. Мазепа. София. Пётр Великий. Лукьян Стрешнев. Миних. Румянцев. Суворов. Меньшиков. Потёмкин. Яков Долгорукий».

## Восприятие
Думы Рылеева стали предметом живого интереса публики сразу после публикации первой из них, «Курбский». Их высоко ценили за «чистый и лёгкий язык» (Н. Плетнёв), «народность и благородные чувствования» (Ф. Булгарин).
Александр Пушкин воспринял «Думы» критически. Он написал Рылееву: «Все они слабы изобретением и изложением. Все они на один покрой: составлены из общих мест (loci topici)… описание места действия, речь героя и — нравоучение… Национального, русского нет в них ничего, кроме имён». При этом думу «Иван Сусанин» Пушкин оценил высоко, отметив, что она написана с «истинным талантом».
После восстания декабристов и казни Рылеева «Думы», как и остальные произведения поэта, были запрещены, издания уничтожались. Нелегально в России распространялись рукописные списки, а также берлинские, лейпцигские и лондонские издания, предпринятые русской эмиграцией (в частности, Николаем Огарёвым и Александром Герценом в 1860 году). Дума «Смерть Ермака» стала народной песней.